# Lewki (województwo świętokrzyskie)
Lewki – osada leśna w Polsce, położona w województwie świętokrzyskim, w powiecie koneckim, w gminie Ruda Maleniecka.